# Coordination mammalogique du Nord de la France
Pour les articles homonymes, voir CMNF (homonymie).
La Coordination mammalogique du Nord de la France est une association œuvrant pour étudier et protéger les mammifères du Nord-Pas-de-Calais et sensibiliser ses habitants. Elle travaille plus précisément en faveur des mammifères marins, des chauves-souris, de l'Écureuil roux et du Muscardin.

## Objectifs
Créée en 1993, la CMNF a pour objectifs :
- de réaliser des études de terrain sur diverses espèces de mammifères sauvages présents dans le Nord Pas-de-Calais,
- de mettre en œuvre les moyens de la protection des espèces,
- de mener des actions de sensibilisation auprès de publics variés.

## Actions
La Coordination mammalogique du Nord de la France mène des actions en faveur des mammifères marins, des chauves-souris, de l'Écureuil roux et du Muscardin.

### Actions en faveur des mammifères marins
La CMNF réalise tout au long de l'année des études sur les diverses espèces de mammifères marins du littoral Nord – Pas-de-Calais : suivi régulier d'un banc accueillant des phoques, analyses des échouages, élaboration de synthèses des données recueillies, publications des résultats des recherches...
Le groupe participe également à de nombreux colloques spécialisés comme le congrès de la société européenne des cétacés ou encore le colloque Sstratégie de suivi des populations de mammifères marins.

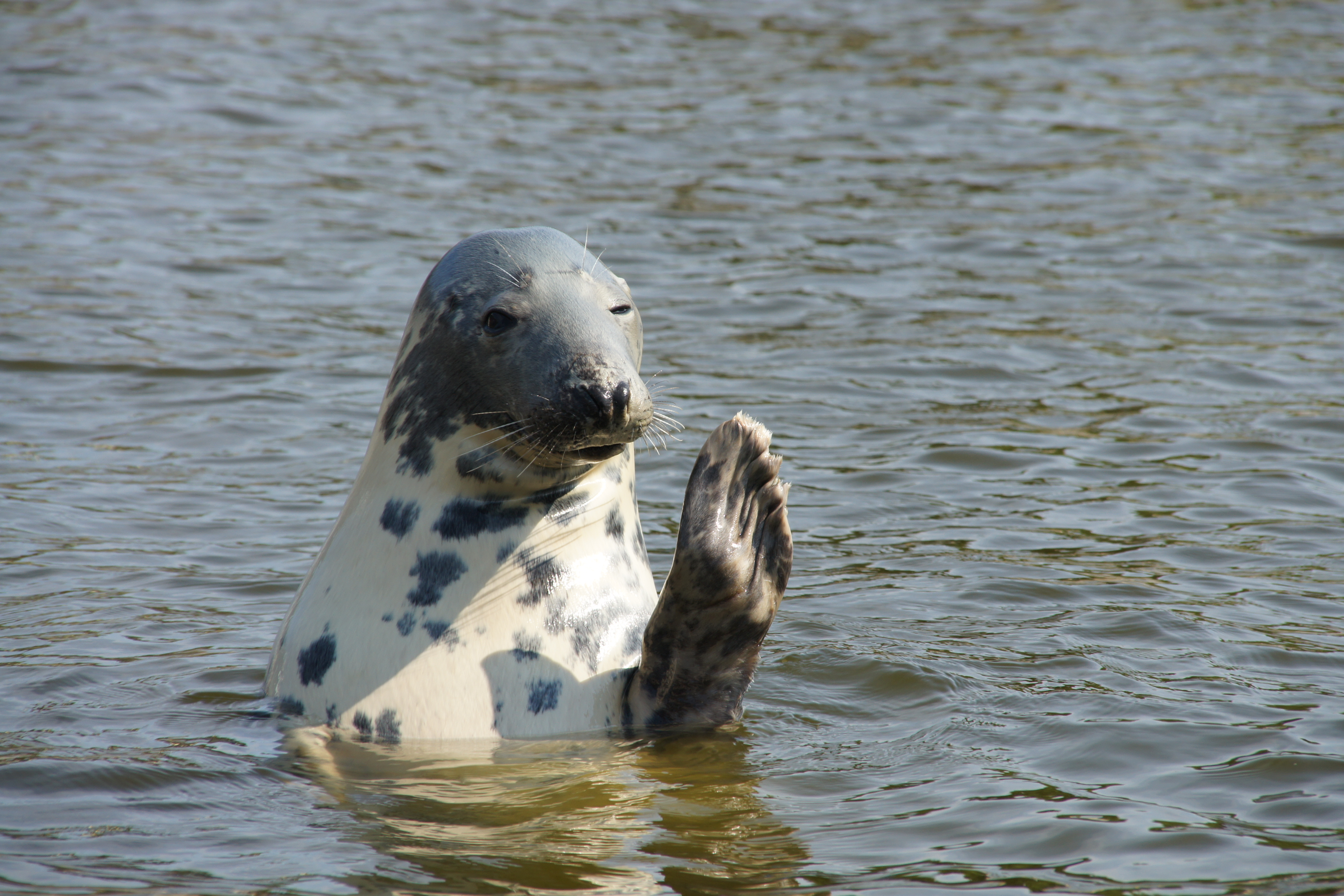
Phoque gris (Halichoerus grypus).
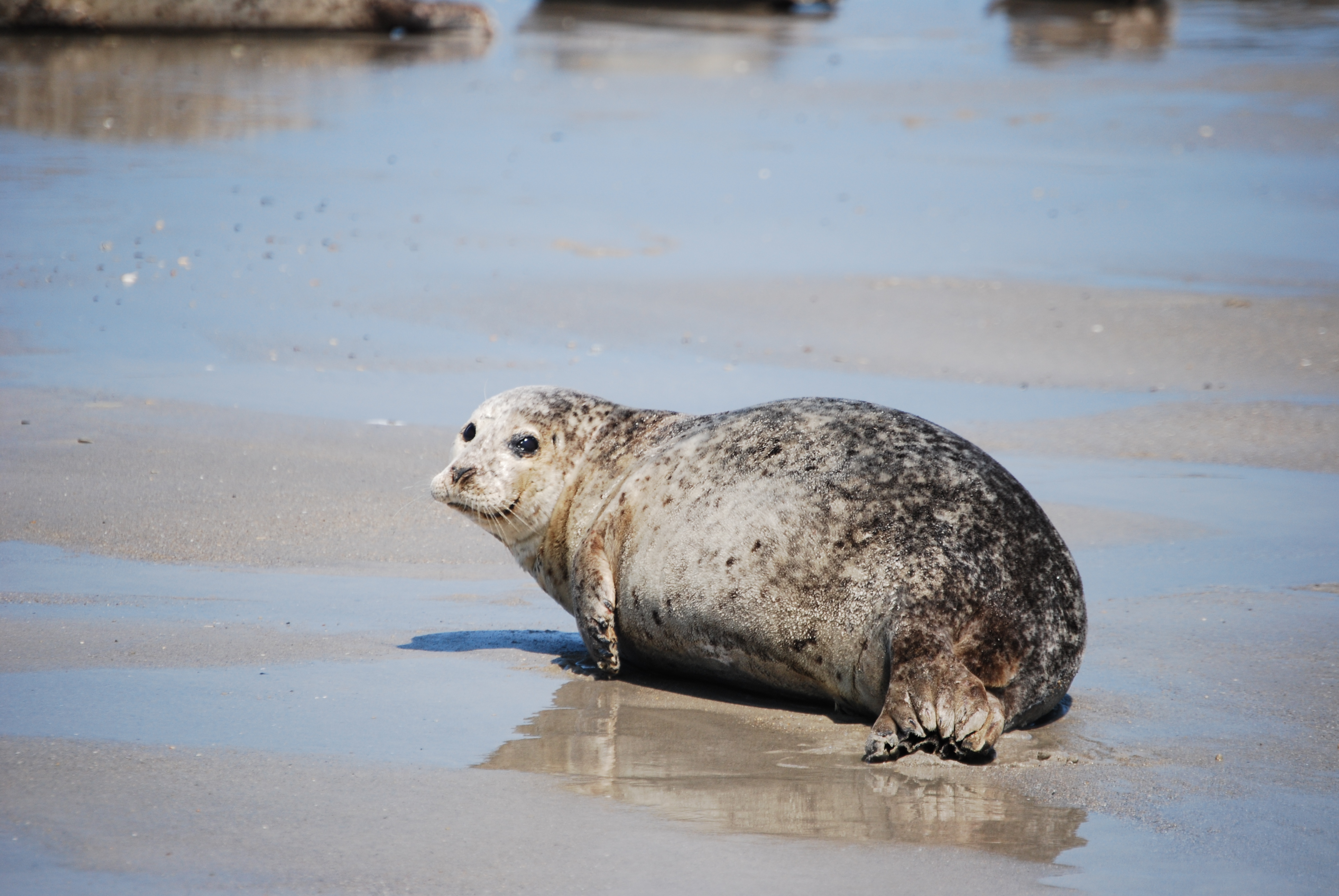
Phoque commun ou veau marin (Phoca vitulina).

### Actions en faveur des chauves-souris
Le groupe chiroptères  réalise des inventaires et des suivis de populations de chauves-souris, notamment par radio-pistage, protège et aménage leurs sites de reproduction et d’hibernation et donne des conseils aux particuliers et aux professionnels.
Il a notamment rédigé pour la DREAL Nord-Pas-de-Calais et le Conseil régional du Nord-Pas-de-Calais le plan régional de restauration des chiroptères du Nord-Pas-de-Calais (Dutilleul et Cohez 2009).

### Actions en faveur des écureuils

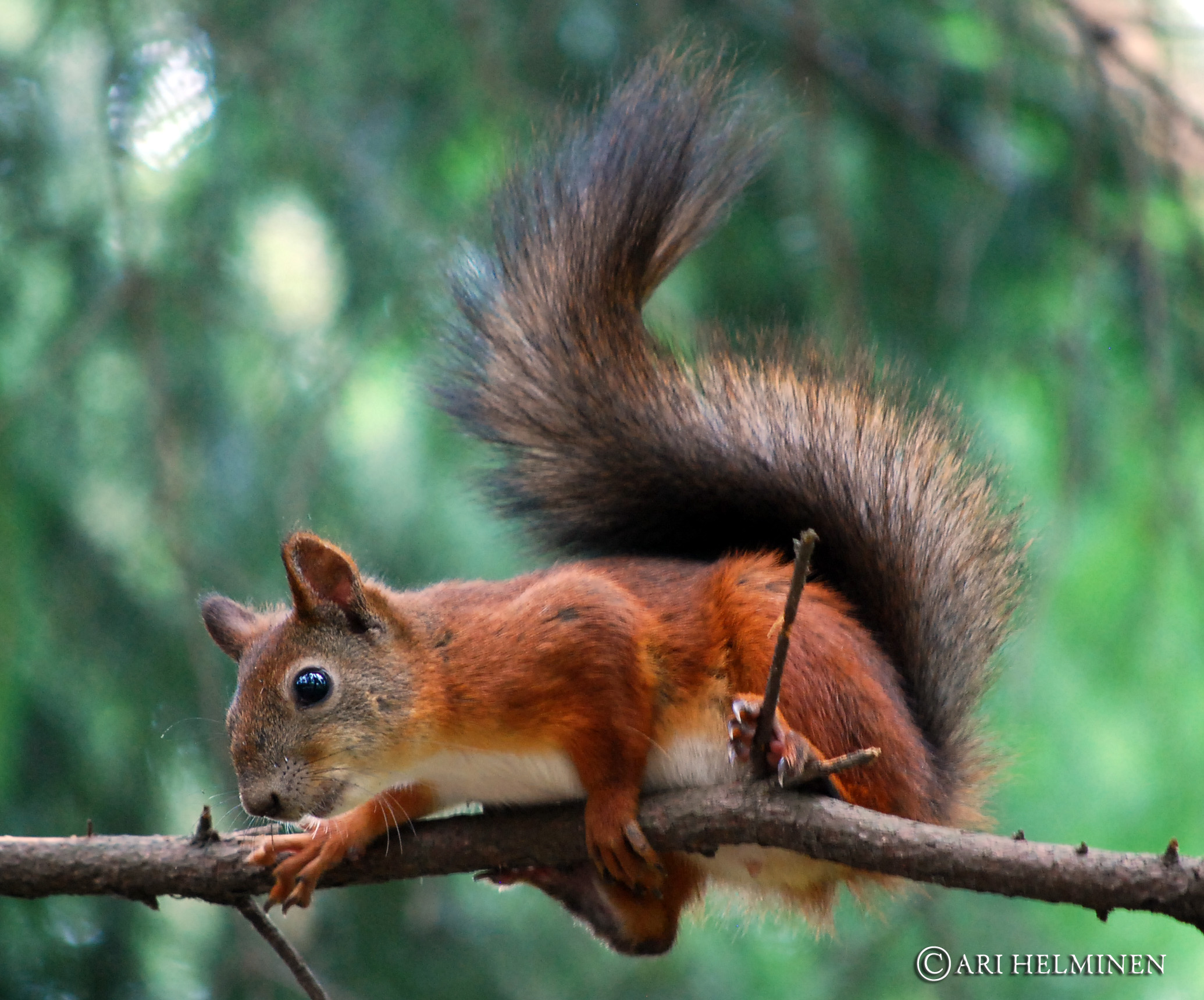
Écureuil roux.

De 2009 à 2011, la Coordination Mammalogique du Nord de la France, avec le soutien du Conseil régional du Nord-Pas-de-Calais, a mené une grande enquête afin de mieux connaître les effectifs et la répartition de l’Écureuil roux (Sciurus vulgaris) sur le territoire régional et ce, afin de mieux le sauvegarder.

### Actions en faveur du muscardin
Le Muscardin (Muscardinus avellanarius) est l’un des mammifères les plus rares du Nord-Pas de Calais. Sa répartition régionale est très mal connue et les contacts avec ce petit rongeur sont très rares. Les données proviennent surtout de forestiers ou bûcherons, l’espèce étant en effet inféodée au milieu forestier.
Dans un premier temps ont été réalisées des prospections et des enquêtes auprès des utilisateurs professionnels de la forêt (Office national des forêts, Centre régional de la propriété forestière, bûcherons). Des nichoirs à muscardins ont été posés en divers endroits, propices à la reproduction de l’espèce. L’occupation des nichoirs est régulièrement contrôlée.